# Трговинско-угоститељска школа Лесковац
Трговинско-угоститељска школа Лесковац основана је 1906. године као Државна трговачко-занатска школа и спада међу најстарије школе ове врсте у Србији. Године 1919. долази до деобе школе на Занатску и Трговачку школу, када добија назив Трговачка школа лесковачке трговачке омладине Л. Т. О.. До 1924. године школа је била троразредна, а од 1925. године четвороразредна. У то време школа је имала шест разреда и око 300 ученика. Иако је била приватног карактера, школа је радила по државном наставном плану прописаном од Трговинске школе у Београду. Школа је делила судбину народа на Балкану. Пролазиле су поред ње војске, економске кризе и реформе. За време окупације сусретала се са великим тешкоћама да би одржала континуитет у раду, али је тек након ослобођења, 8. марта 1945. године, наставила редовно са радом. Године 1946. школа постаје државна и добија назив Нижа државна трговачка школа. Школске 1949/1950. године школа ученика у трговини добила је награду као најбоља школа у НР Србији. Награда се састојала од писаће машине и фискултурних реквизита. Назив Трговачка школа за ученике у привреди "Војислав Николајевић"добија 1959. године.
Велико интересовање ученика и успешан рад школе допринели су да се 1963. године формира Трговински школски центар "Војислав Николајевић". Године 1963. при трговинском центру је основано и угоститељско одељење за конобаре, а школске 1967/1968. године почело је са радом и одељење за куваре и ћевабџије.
Од 1971. године школа је радила у саставу Економског школског центра „Ђука Динић“.
Школа излази из Економског школског центра 22. априла 1988. године и даље наставља са радом као Трговинско-угоститељска школа „Војислава Николајевића". До маја 1989. године школа је радила у згради Гимназије, заједно са Економском школом, када прелази у нову зграду у насељу Дубочица. Зграда у којој је смештена школа састоји се из приземља и два спрата. У саставу школе су и два ресторана, један је отвореног типа и налази се у граду, а други је у приземљу школе.

## Бивши ученици
- Лазар Ранђеловић, фудбалер